# 제진역
제진역(Jejin station, 猪津驛)은 대한민국 강원특별자치도 고성군 현내면 사천리에 있는 동해북부선의 역으로, 대한민국 최북단에 위치한 역이며 동해선철도남북출입사무소이다. 민통선 이북에 있어서 군의 허가가 있어야만 들어갈 수 있다.
동해선 복원 사업에 따라 2006년 3월 15일 남북출입사무소로 준공되었다. 제진역에서 북측의 감호역까지 시험 운행이 예정되어 있었으나, 5월 25일 북측의 일방적인 시험 운행 중단 선언으로 무산되기도 했다. 이후 재협상을 거쳐 2007년 5월 17일에 경의선과 함께 시험 운행이 이루어졌다.
북한 방향 외에 다른 곳으로 이어져 있는 선로가 없기 때문에, 시험 운행 이후 현재 어떤 열차도 운행하지 않고 있다. 역내에는 기관차와 새마을호 객차 4량과 발전차 1량이 열차 시험운행을 위한 선로점검을 위해 2006년 5월 23일 유치되어 2007년 남북 열차 시험운행 이후로도 구내를 지키고 있었으나, 2008년 6월 3일 묵호항으로 배송되었다. 철도공사 지사장은 기관차 객차 점검을 위해 철수하게 되었다고 밝혔다.

## 연혁
- 2006년 3월 15일 : 동해선 복원과 함께 남북출입사무소로 준공
- 2007년 5월 17일 : 경의선과 함께 열차 시험 운행 개시

## 역 정보
- 승강장 구조: 1면 2선의 섬식 승강장

## 같이 보기
- 2007년 남북 열차 시험운행
- 남북출입사무소